# Coccoloba swartzii
Coccoloba swartzii är en slideväxtart som beskrevs av Meissn.. Coccoloba swartzii ingår i släktet Coccoloba och familjen slideväxter. Utöver nominatformen finns också underarten C. s. urbaniana.